# DHC Meeuwen
Dames Handbal Club Meeuwen, ook bekend onder de afkorting DHC Meeuwen, is een Belgische vrouwenhandbalvereniging uit Meeuwen.

## Historiek
De club werd opgericht in 1978 als Dames Handbal De Mans Meeuwen (DHDM Meeuwen). Tijdens haar eerste seizoen eindigde de club als voorlaatste. Daar ze niet over een sportcomplex beschikte vonden zowel de wedstrijden als de trainingen buiten plaats. 
In het seizoen 1980-'81 werd de eerste provinciale titel behaald en werd er gepromoveerd naar 2e nationale. Daar de club nog steeds niet over een sporthal beschikte, vonden de thuiswedstrijden plaats in Bocholt. In het seizoen 1983-'84 eindigde de club op een gedeelde eerste plaats met EV Aalst. Na een testmatch promoveerde de club naar 1e nationale.
In 1986 werd - na een volledige reorganisatie, de clubnaam gewijzigd naar Dames Handbal Club Meeuwen (DHC Meeuwen). In het seizoen 1989 werd door het gemeentebestuur besloten tot de bouw van een sporthal en werd Havo Opglabbeek overgenomen. Onder trainer Luc Hendriks werd het seizoen afgesloten met een derde plaats, wat recht gaf op een deelname aan de Europabeker (IHF Cup). In de Europabeker moest de ploeg aantreden tegen het Zweedse Stockholmspolisens. DHC verloor zowel de heen- (14-24) als de terugmatch (14-9). Datzelfde seizoen bereikte de club de halve finale van de Beker van België en eindigde ze opnieuw in de 3de plaats in de competitie.
In het seizoen 1991-'92 werd de club opnieuw derde en mocht ze het jaar daarop wederom aantreden in de Europabeker. Na een overwinning tegen Standard Luxembourg, werd de club in de achtste finale uitgeschakeld door Vanyera Remudas uit Gran Canaria. In de Belgische competitie strandde de club opnieuw op de derde plaats. In het seizoen 1993-'94 werd Lokomotiva Zagreb geloot dat zijn wedstrijden afwerkte - omwille van de burgeroorlog - in het Sloveense Skofije. In de competitie eindigde de club wederom 3e. In het seizoen 1994-'95 trad de club Europees aan tegen het Poolse Sosnica Gliwice. In eigen land werd de Beker van België gewonnen tegen Fémina Visé. In het seizoen 1995-'96 trad de club aan in de Europese Beker voor Bekerhouders, waar het uitkwam tegen het IJslandse Fram Reykjavik.

## Palmares
- Eerste nationale

winnaar (2x): 2002 en 2003
- Beker van België

winnaar (3x): 1995, 2001 en 2002

## Bekende (ex-)speelsters
- Véronique Bormans
- Susanne Leurs
- Irina Pusic
- Melanie Vanwingh
- Stefanie Vanwingh